# Oussama Daibeche
Oussama Daibeche est un footballeur algérien né le 28 janvier 1999 à Isser en Algérie. Il évolue au poste de Milieu central au CR Belouizdad.

## Statistiques

### En club
| Saison                | Club                  | Championnat           | Championnat | Championnat | Championnat | Coupe(s) nationale(s) | Coupe(s) nationale(s) | Coupe(s) nationale(s) | Compétition(s) continentale(s) | Compétition(s) continentale(s) | Compétition(s) continentale(s) | Compétition(s) continentale(s) | Total | Total | Total |
| Saison                | Club                  | Division              | M.          | B.          | P.d.        | M.                    | B.                    | P.d.                  | Comp.                          | M.                             | B.                             | P.d.                           | M.    | B.    | P.d.  |
| 2020-2021             | JS Kabylie            | Ligue 1               | 1           | 0           | 0           | -                     | -                     | -                     | C2                             | -                              | -                              | -                              | 1     | 0     | 0     |
| 2024-2025             | CR Belouizdad         | Ligue 1               | 8           | 0           | 0           | -                     | -                     | -                     | C1                             | 4                              | 0                              | 0                              | 12    | 0     | 0     |
| Total sur la carrière | Total sur la carrière | Total sur la carrière | 9           | 0           | 0           | -                     | -                     | -                     | -                              | 4                              | 0                              | 0                              | 13    | 0     | 0     |